# Chimaeridae
Chimaeridae là một họ cá trong bộ Chimaeriformes.
Chúng được tìm thấy ở vùng biển ôn đới và nhiệt đới trên toàn thế giới. Hầu hết các loài bị giới hạn ở độ sâu dưới 200 m (660 ft), nhưng một số ít, đáng chú ý là hydrolagus colliei và chimaera monstrosa, cục bộ có thể được tìm thấy ở độ sâu tương đối nông. Chúng có phạm vi từ 38 đến 150 cm (1,25 đến 4,92 ft) trong tổng chiều dài tối đa, tùy thuộc vào loài.

## Loài
Chimaeridae có 36 loài trong 2 chi:
- Chi Chimaera Linnaeus, 1758
  - Chimaera argiloba Last, W. T. White & Pogonoski, 2008
  - Chimaera bahamaensis Kemper, Ebert, Didier & Compagno, 2010
  - Chimaera cubana Howell-Rivero, 1936
  - Chimaera fulva Didier, Last & W. T. White, 2008
  - Chimaera jordani S. Tanaka (I), 1905
  - Chimaera lignaria Didier, 2002
  - Chimaera macrospina Didier, Last & W. T. White, 2008
  - Chimaera monstrosa Linnaeus, 1758
  - Chimaera notafricana Kemper, Ebert, Compagno & Didier, 2010
  - Chimaera obscura Didier, Last & W. T. White, 2008
  - Chimaera owstoni S. Tanaka (I), 1905
  - Chimaera panthera Didier, 1998
  - Chimaera phantasma D. S. Jordan & Snyder, 1900
- Chi Hydrolagus Gill, 1863
  - Hydrolagus affinis (Brito Capello, 1868)
  - Hydrolagus africanus (Gilchrist, 1922)
  - Hydrolagus alberti Bigelow & Schroeder, 1951
  - Hydrolagus alphus Quaranta, Didier, Long & Ebert, 2006
  - Hydrolagus barbouri (Garman, 1908)
  - Hydrolagus bemisi Didier, 2002
  - Hydrolagus colliei (Lay & E. T. Bennett, 1839)
  - Hydrolagus deani (H. M. Smith & Radcliffe, 1912)
  - Hydrolagus eidolon (D. S. Jordan & C. L. Hubbs, 1925)
  - Hydrolagus homonycteris Didier, 2008
  - Hydrolagus lemures (Whitley, 1939)
  - Hydrolagus lusitanicus T. Moura, I. M. R. Figueiredo, Bordalo-Machado, C. Almeida & Gordo, 2005
  - Hydrolagus macrophthalmus F. de Buen, 1959
  - Hydrolagus marmoratus Didier, 2008
  - Hydrolagus matallanasi Soto & Vooren, 2004
  - Hydrolagus mccoskeri L. A. K. Barnett, Didier, Long & Ebert, 2006
  - Hydrolagus melanophasma K. C. James, Ebert, Long & Didier, 2009
  - Hydrolagus mirabilis (Collett, 1904)
  - Hydrolagus mitsukurii (D. S. Jordan & Snyder, 1904)
  - Hydrolagus novaezealandiae (Fowler, 1911)
  - Hydrolagus ogilbyi (Waite, 1898)
  - Hydrolagus pallidus Hardy & Stehmann, 1990
  - Hydrolagus purpurescens (C. H. Gilbert, 1905)
  - Hydrolagus trolli Didier & Séret, 2002
  - Hydrolagus waitei Fowler, 1907